# No Charge
«No Charge» es una canción interpretada por la cantante estadounidense de country Melba Montgomery. Fue publicado en febrero de 1974 como el sencillo principal del álbum de estudio del mismo nombre.

## Recepción de la crítica
Un escritor no especificado de Record World describió «No Charge» como un “un éxito conmovedor”. Un escritor no especificado de Billboard escribió: “Excelente entrega, en canto y recitación, y es probablemente lo más grande que Melba haya tenido jamás”.

## Lista de canciones
- 7-inch single – Elektra EK-45883[3]

1. «No Charge» – 3:09
2. «I Love Him Because He's That Way» – 2:47

## Posicionamiento

### Gráfica semanal
| Gráfica (1974)                                 | Pico de posición |
| ---------------------------------------------- | ---------------- |
| Canadá (RPM Top Singles)                       | 47               |
| Canadá (RPM Country Playlist)                  | 1                |
| Canadá (RPM Pop Music Playlist)                | 24               |
| Estados Unidos (Billboard Hot 100)             | 39               |
| Estados Unidos (Billboard Hot Country Singles) | 1                |

### Gráfica de fin de año
| Gráfica (1974)                                 | Pico de posición |
| ---------------------------------------------- | ---------------- |
| Estados Unidos (Billboard Hot Country Singles) | 16               |